# Lliga espanyola de tennis de taula femenina
La Lliga espanyola de tennis de taula femenina, coneguda com Lliga Iberdrola Superdivisió Femenina per motius de patrocini, és una competició esportiva de clubs de tennis de taula espanyola. De caràcter anual, està organitzada per la Reial Federació Espanyola de Tennis de Taula. Els equips participants disputen la competició en format de lligueta, decidint els equips que participaran a la fase final. Aquesta es celebra en format de play-offs que determina el campió del torneig.

## Historial
| (1) = Nombre de campionats Nota: Noms dels equips segons l'època |

| Edició | Temporada | Campió                    | Subcampió                              | refs.  |
| ------ | --------- | ------------------------- | -------------------------------------- | ------ |
|        | 1967-68   | Club Banesto              | CB Grup Barna                          | [ 2 ]  |
|        | 1968-69   | CT Barcino                | CB Grup Barna                          | [ 3 ]  |
|        | 1969-70   |                           |                                        |        |
|        | 1970-71   | CT Barcino (2)            |                                        |        |
|        | 1971-72   | CT Barcino (3)            |                                        |        |
|        | 1972-73   | CT Barcino (4)            |                                        |        |
|        | 1973-74   | Club de 7 a 9             |                                        |        |
|        | 1974-75   | Club de 7 a 9 (2)         |                                        |        |
|        | 1975-76   |                           |                                        |        |
|        | 1976-77   | Club de 7 a 9 (3)         |                                        |        |
|        | 1977-78   | Club de 7 a 9 (4)         |                                        |        |
|        | 1978-79   | Club de 7 a 9 (5)         |                                        |        |
|        | 1979-80   | CT Barcino (5)            |                                        |        |
|        | 1980-81   | CT Barcino (6)            |                                        |        |
|        | 1981-82   |                           |                                        |        |
|        | 1982-83   | Club de 7 a 9 (6)         |                                        |        |
|        | 1983-84   | Club de 7 a 9 (7)         |                                        |        |
|        | 1984-85   | Club de 7 a 9 (8)         |                                        |        |
|        | 1985-86   | Club de 7 a 9 (9)         | CT Barcino                             | [ 4 ]  |
|        | 1986-87   | EPIC Casino Comerç        |                                        |        |
|        | 1987-88   | Club de 7 a 9 (10)        |                                        |        |
|        | 1988-89   | Club de 7 a 9 (11)        | EPIC Casino Comerç                     | [ 5 ]  |
|        | 1989-90   | EPIC Casino Comerç (2)    | CD San José del Parque                 | [ 6 ]  |
|        | 1990-91   | EPIC Casino Comerç (3)    |                                        |        |
|        | 1991-92   |                           |                                        |        |
|        | 1992-93   |                           |                                        |        |
|        | 1993-94   | Cartagena TM              | Epic Casino Comerç                     | [ 7 ]  |
|        | 1994-95   | CTT Bagà Túnel Cadí       |                                        |        |
|        | 1995-96   | CTT Bagà Túnel Cadí (2)   |                                        |        |
|        | 1996-97   |                           | CTT Bagà Túnel Cadí                    |        |
|        | 1997-98   | Fotoprix Vic TT           |                                        |        |
|        | 1998-99   | Cartagena TM              | Fotoprix Vic TT                        |        |
|        | 1999-00   | Cartagena TM              | Fotoprix Vic TT                        |        |
|        | 2000-01   | Cartagena TM              | Fotoprix Vic TT                        |        |
|        | 2001-02   | Cartagena TM              |                                        |        |
|        | 2002-03   | Cartagena TM              | CN Mataró                              |        |
|        | 2003-04   | CN Mataró                 | Relesa Galvame Cartagena TM            | [ 8 ]  |
|        | 2004-05   |                           |                                        |        |
|        | 2005-06   | CN Mataró (2)             |                                        |        |
|        | 2006-07   | Fotoprix Vic TT (2)       |                                        |        |
|        | 2007-08   | UCAM Cartagena TM (10)    |                                        |        |
|        | 2008-09   | UCAM Cartagena TM (11)    | Fotoprix Vic TT                        | [ 9 ]  |
|        | 2009-10   | UCAM Cartagena TM (12)    | Fotoprix Vic TT                        | [ 10 ] |
|        | 2010-11   | UCAM Cartagena TM (13)    | Fotoprix Vic TT                        | [ 11 ] |
|        | 2011-12   | UCAM Cartagena TM (14)    | Fotoprix Vic TT                        | [ 12 ] |
|        | 2012-13   | UCAM Cartagena TM (15)    | Fotoprix Vic TT                        | [ 13 ] |
|        | 2013-14   | UCAM Cartagena TM (16)    | Balaguer Villart Logistic              | [ 14 ] |
|        | 2014-15   | UCAM Cartagena TM (17)    |                                        |        |
|        | 2015-16   | Balaguer Villart Logistic | UCAM Cartagena TM                      | [ 15 ] |
|        | 2016-17   | UCAM Cartagena TM (18)    | Girbau Vic TT                          | [ 16 ] |
|        | 2017-18   | Girbau Vic TT (3)         | UCAM Cartagena TM                      | [ 17 ] |
|        | 2018-19   | UCAM Cartagena TM (19)    | Tecnigen Linares                       | [ 18 ] |
|        | 2019-20   | UCAM Cartagena TM (20)    | Girbau Vic TT                          | [ 19 ] |
|        | 2020-21   | Girbau VIc TT (4)         | Reus Ganxet Miró                       | [ 20 ] |
|        | 2021-22   | Tecnigen Linares          | UCAM Cartagena TM                      | [ 21 ] |
|        | 2022-23   | UCAM Cartagena TM (21)    | Tecnigen Linares                       | [ 22 ] |
|        | 2023-24   | UCAM Cartagena TM (22)    | Museo de la Almendra Francisco Morales | [ 23 ] |
|        | 2024-25   | UCAM Cartagena TM (23)    | Universidad de Burgos - RM Terán       | [ 24 ] |

1. ↑  Designat campió degut a la finalització de la Lliga pel risc públic de contagi del COVID-19 i obtenir el millor coeficient de la classificació final.